# Vilgefortis
Wilgefortis o Santa Vilgefortis (... – VIII secolo) è venerata come santa, la cui storia è il risultato della contaminazione di varie leggende unite dall'immaginazione popolare. Il culto è stato soppresso dalla Chiesa cattolica nel 1969.

## Leggenda
La leggenda narra che Vilgefortis (il cui nome si vuole derivi dal latino Virgo fortis) sia stata figlia di un re pagano vissuto in Portogallo nell'VIII secolo. Senza sapere che la figlia si era convertita al cristianesimo e aveva fatto voto di castità, il re la destinò in sposa a un principe pagano. Lei rimase ferma nel voler mantenere il suo voto di castità, e invocò Dio di trasfigurare le sue avvenenti sembianze, rendendola ripugnante nell'aspetto; questi esaudì la sua preghiera facendole crescere sul viso, la notte prima del matrimonio, una folta barba. Alla vista di quanto accaduto, il promesso sposo si allontanò definitivamente; pertanto il re, suo padre, accecato dall'ira, la fece crocifiggere.
Un ulteriore particolare della leggenda vuole che la santa, prima di morire sulla croce, trovasse la forza di donare la sua scarpa d'oro a un violinista povero che le si era accostato.

## Origine della leggenda
Sull'origine della leggenda si sono formulate molte ipotesi. Alcuni hanno voluto far risalire le sue origini alla figura di Ermafrodito che compare nella mitologia greca, ovvero ad altri miti androgini presenti nelle antiche religioni pagane. Altri - sulla base di conoscenze di endocrinologia, hanno voluto mettere in relazione le abitudini anoressiche diffuse nella vita monastica con la manifestazione di tricosi al volto causata da conseguenti squilibri ormonali.
Un'altra ipotesi sulla diffusione della leggenda si baserebbe su un equivoco del tardo Medioevo, quando arrivavano dal Medio Oriente crocifissi in cui la figura del Cristo era vestita, anziché con il tradizionale perizoma tipico dell'iconografia europea, con il colobium, una tunica lunga sino alle caviglie. Si pensò allora alla figura di una santa e si congetturò il motivo della sua barba.
Tale dovette essere, in particolare, la vicenda del Volto Santo di Lucca, un crocifisso ligneo proveniente forse dalla Siria e conservato nel Tempietto del Volto Santo nella cattedrale di San Martino a Lucca. La popolarità della statua e le tante copie (soprattutto xilografiche) che circolarono nel nord Europa spiegano la diffusione dell'equivoco e l'estendersi della devozione verso la santa Vilgefortis. Anche l'episodio della preziosa scarpa donata al violinista povero appartiene alla tradizione del Volto Santo di Lucca. Alcuni studiosi suppongono che Vilgefortis derivi proprio da una storpiatura, non già di Virgo fortis, come tradizionalmente inteso, ma di Hilige Vartz, il Volto Santo.

## Culto

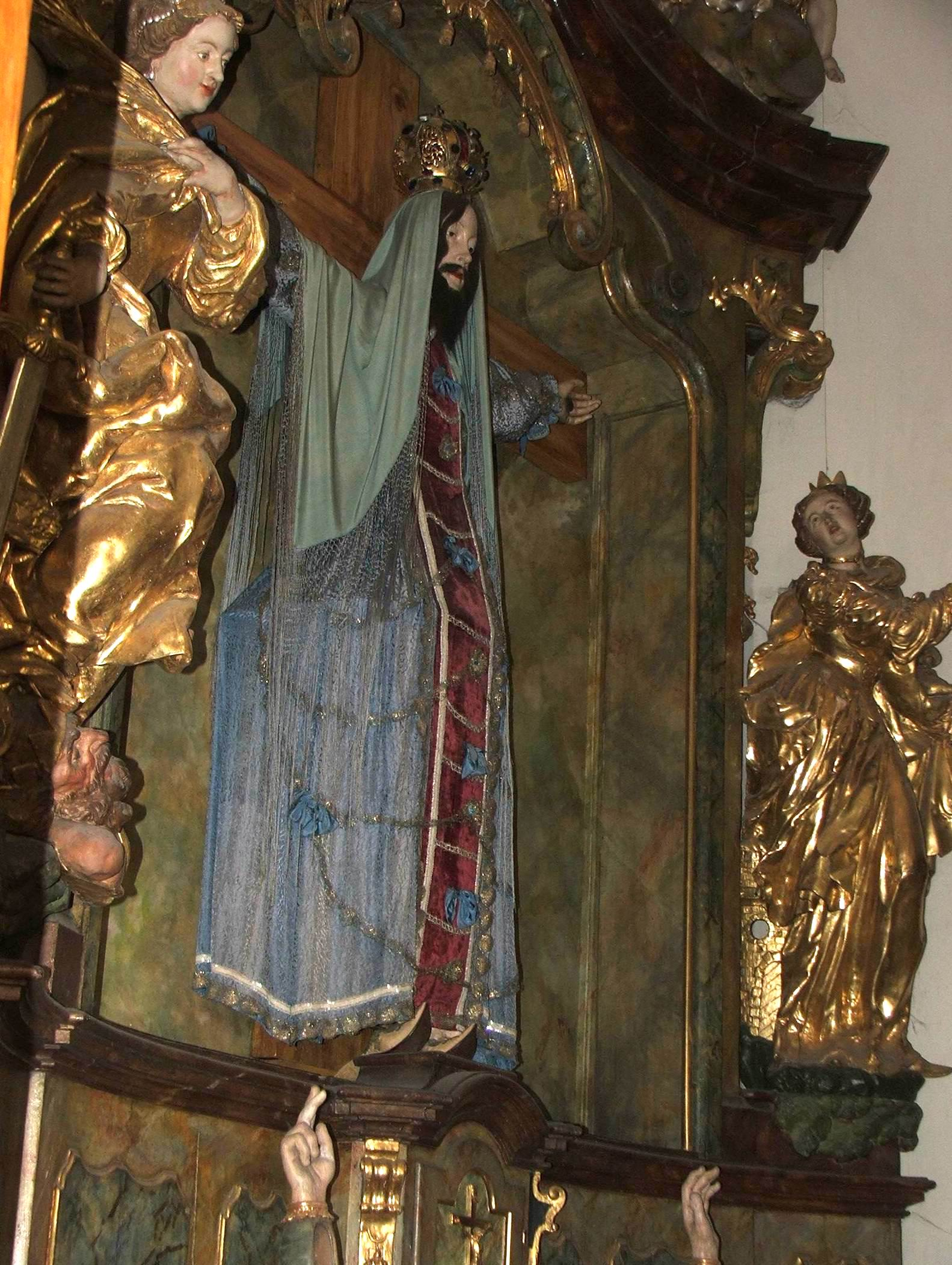
Santa Vilgefortis nel Santuario di Loreto a Praga

La tradizione che si richiama alla leggendaria figura della santa, vergine e martire, si è diffusa soprattutto in varie aree del nord Europa, ma anche in molti paesi mediterranei, in conseguenza di una clamorosa contaminazione, successiva al XVII secolo, con il culto per Santa Libera o Liberata (Livrade o Libérate in Francia, Librada in Spagna e America Latina), anch'essa vergine e martire, con cui Vilgefortis non aveva in realtà nulla da spartire. Questo spiega anche la straordinaria varietà di nomi che si rifanno alla leggenda di Vilgefortis: Starosta, Uncumber, Kummernis o Kummernus, Komina, Comera, Cumerana, Hulfe, Ontcommene, Ontcommer, Dignefortis, Eutropia, Reginfledis. La confusione, provocata da alcuni agiografi del Seicento con la figura di Santa Liberata, ha purtroppo provocato gravi danni al culto per quest'ultima, causando una comprensibile confusione nei fedeli, che si trovano di fronte a immagini molto diverse fra loro come la presenza, in molti santuari e luoghi di culto di Santa Liberata, della croce, elemento peculiare di Vilgefortis, mentre Liberata era stata certamente martirizzata con un colpo di spada o di pugnale. Non si deve altresì confondere Santa Vilgefortis con un'altra martire leggendaria, Santa Giulia, morta anch'essa crocifissa. Il tratto mitologico comune è quello delle sante vergini che seguono fino al martirio il modello di Cristo, loro sposo.

### Iconografia
Esistono crocifissi simili al Volto Santo di Lucca che, nei secoli, vennero reinterpretate come raffigurazioni del martirio di Vilgefortis. È questo il caso del Crocifisso del XII secolo venerato a Neufahrn presso Frisinga, a partire dal XVI secolo, come immagine di Heilige Kümmernis. Simile, per la difficoltà di distinguere tra la figura del Cristo e quello di Vilgefortis, è il celebre Crocifisso nel Santuario di Loreto a Praga.
Tra le raffigurazioni di Vilgefortis ce ne è una eseguita da Hans Memling su una delle ante (chiuse) del Trittico di Adriaan Reins (1480): la santa è dipinta mentre regge la croce e con il capo coronato, mentre si nota in modo non vistoso la peluria che le circonda il volto.
Nella chiesa di San Tommaso a Brno il pittore boemo Jan Jiří Heinsch ha dipinto una pala d'altare (1687) in cui è rappresentato Gesù con la croce che appare dal cielo davanti alla santa Vilgefortis morente, mentre di fronte a lei si accalcano il suonatore di violino e molti altri devoti.